# Варкы-Чюэлькы
Варкы-Чюэлькы (устар. Воргэ-Кюэль-Кы) — река в России, протекает по территории Ямало-Ненецкого АО. Устье реки находится в 195 км по левому берегу реки Толька. Длина реки составляет 141 км.

## Притоки
- 48 км Кыпа-Чюэлькы (лв)
- 86 км Чюэлькэлькы (лв)

## Данные водного реестра
По данным государственного водного реестра России относится к Нижнеобскому бассейновому округу, водохозяйственный участок реки — Таз, речной подбассейн реки — подбассейн отсутствует. Речной бассейн реки — Таз.
Код объекта в государственном водном реестре — 15050000112115300066458.